# Druhá vláda Jorgose Papandrea

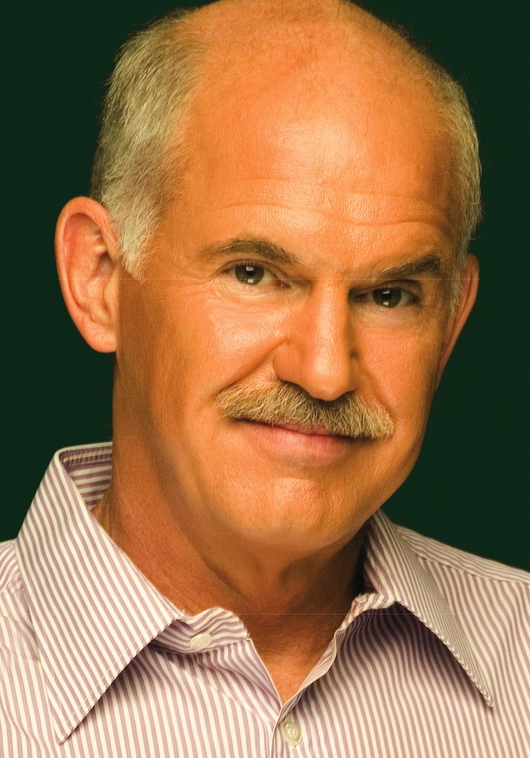
Předseda vlády Jorgos Papandreu

Druhá vláda Jorgose Papandrea byla vládou Řecka v období od 7. září 2010 do 17. června 2011, kdy předseda vlády provedl změny v jejím složení (viz třetí vláda Jorgose Papandrea). Tvořili ji zástupci Panhelénského socialistického hnutí (PASOK).

## Předchozí a následná vláda
Po parlamentních volbách, které se konaly 4. října 2009, vytvořil předseda vítězné strany PASOK vládu, která složila 7. října téhož roku slib (první vláda Jorgose Papandrea). K první změně postů došlo v září 2010. Oproti předchozímu kabinetu byla zřízena gesce pro námořní záležitosti, ostrovy a rybolov a premiér již v nové vládě neplnil zároveň i funkci ministra zahraničních věcí. K poslední výměně postů ve vládě došlo 17. června 2011. (třetí vláda Jorgose Papandrea).

## Složení vlády
| Portfej                                                           | Ministr                  | Strana | Strana | Nástup do úřadu | Odchod z úřadu  |
| ----------------------------------------------------------------- | ------------------------ | ------ | ------ | --------------- | --------------- |
| Předseda vlády                                                    | Jorgos Papandreu         |        | PASOK  | 7. září 2010    | 17. června 2011 |
| Místopředseda vlády                                               | Theodoros Pangalos       |        | PASOK  | 7. září 2010    | 17. června 2011 |
| Ministr vnitra, decentralizace a e-Governmentu                    | Giannis Ragousis         |        | PASOK  | 7. září 2010    | 17. června 2011 |
| Ministr financí                                                   | Giorgos Papakonstantinou |        | PASOK  | 7. září 2010    | 17. června 2011 |
| Ministr zahraničních věcí                                         | Dimitris Droutsas        |        | PASOK  | 7. září 2010    | 17. června 2011 |
| Ministr národní obrany                                            | Evangelos Venizelos      |        | PASOK  | 7. září 2010    | 17. června 2011 |
| Ministr regionálního rozvoje a konkurenceschopnosti               | Michalis Chrysohoidis    |        | PASOK  | 7. září 2010    | 17. června 2011 |
| Ministr pro námořní záležitosti, ostrovy a rybolov                | Giannis Diamantidis      |        | PASOK  | 7. září 2010    | 17. června 2011 |
| Ministryně životního prostředí, energie a klimatických změn       | Tina Birbili             |        | PASOK  | 7. září 2010    | 17. června 2011 |
| Ministryně školství, celoživotního vzdělávání a náboženských věcí | Anna Diamantopoulou      |        | PASOK  | 7. září 2010    | 17. června 2011 |
| Ministr infrastruktury, dopravy a spojů                           | Dimitris Reppas          |        | PASOK  | 7. září 2010    | 17. června 2011 |
| Ministryně práce a sociálního zabezpečení                         | Louka Katseli            |        | PASOK  | 7. září 2010    | 17. června 2011 |
| Ministr zdravotnictví a sociálních věcí                           | Andreas Loverdos         |        | PASOK  | 7. září 2010    | 17. června 2011 |
| Ministr rozvoje venkova a výživy                                  | Kostas Skandalidis       |        | PASOK  | 7. září 2010    | 17. června 2011 |
| Ministr spravedlnosti, transparentnosti a lidských práv           | Haris Kastanidis         |        | PASOK  | 7. září 2010    | 17. června 2011 |
| Ministr civilní ochrany                                           | Christos Papoutsis       |        | PASOK  | 7. září 2010    | 17. června 2011 |
| Ministr kultury a turismu                                         | Pavlos Geroulanos        |        | PASOK  | 7. září 2010    | 17. června 2011 |
| Státní ministr při úřadu předsedy vlády                           | Haris Pamboukis          |        | PASOK  | 7. září 2010    | 17. června 2011 |
| Náměstek předsedy vlády a mluvčí vlády                            | Giorgos Petalotis        |        | PASOK  | 7. září 2010    | 17. června 2011 |